# Pèse-lettre
Cet article court présente un sujet plus développé dans : Balance (instrument).
Un pèse-lettre est un type de balance servant à peser les lettres et autres missives postales, afin de déterminer le montant adéquat pour l'affranchissement. Différents modèles sont utilisés, qui vont de la simple balance de bureau à la balance à main.

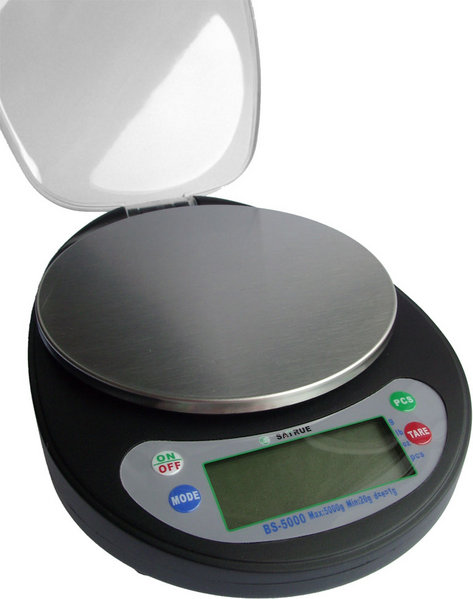
Pèse-lettre électronique.
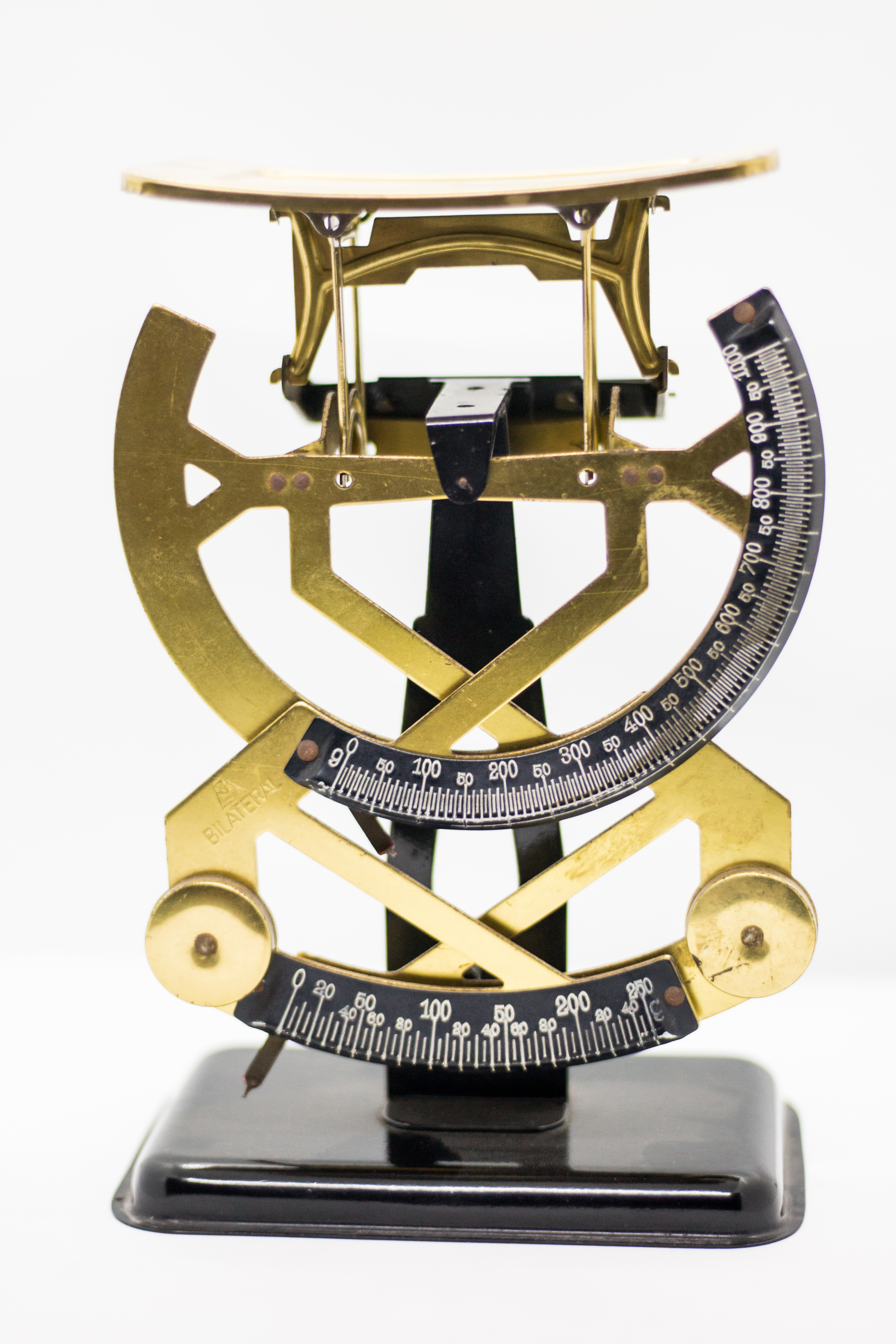
Pèse-lettre bilatéral.
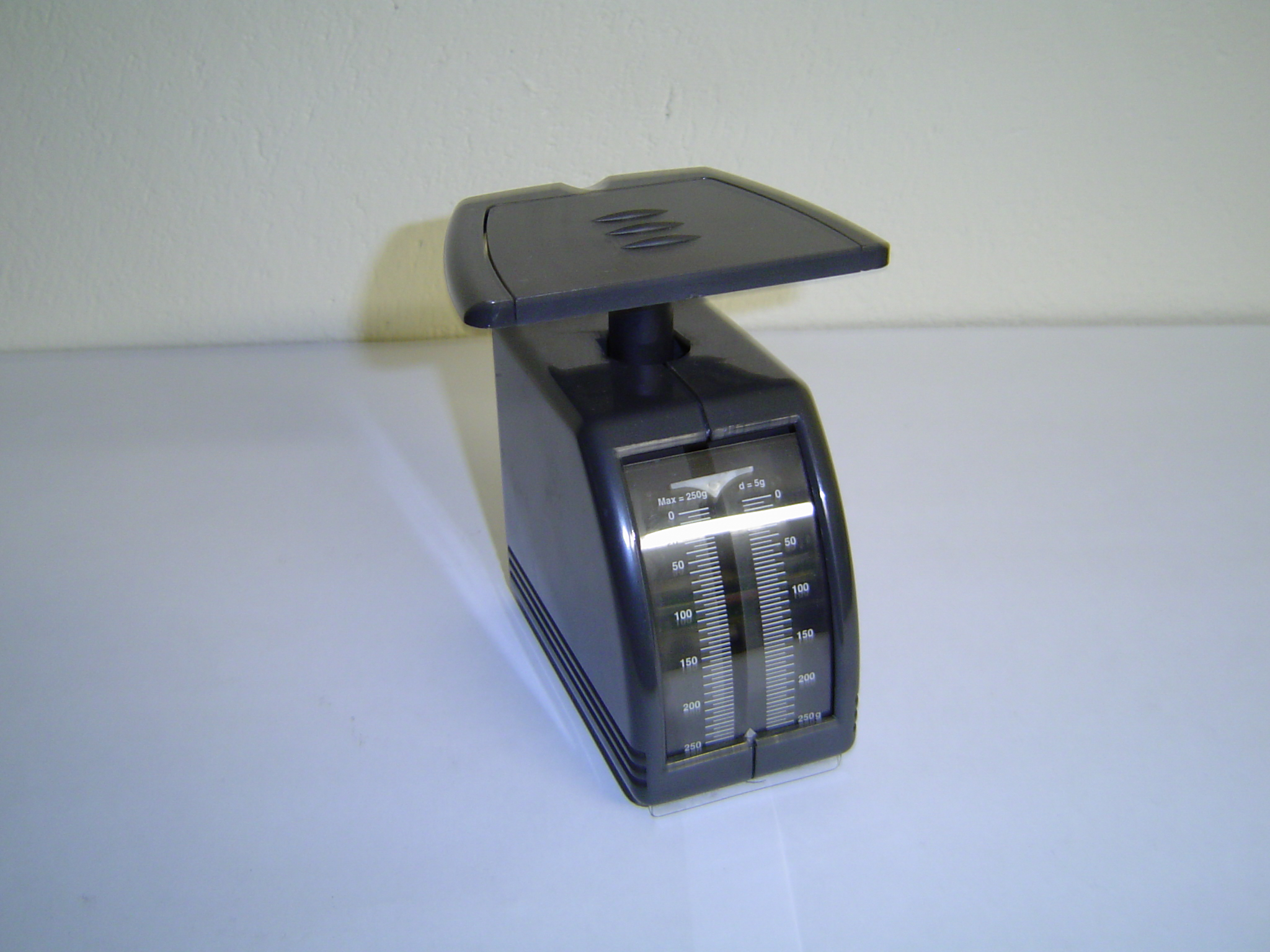
Pèse-lettre moderne.